# Новий Голешув
Новий Голешув (пол. Nowy Holeszów) — село в Польщі, у гміні Ганна Володавського повіту Люблінського воєводства.
Населення — 98 осіб (2011).
У 1975-1998 роках село належало до Білопідляського воєводства.

## Демографія
Демографічна структура станом на 31 березня 2011 року:
|          | Загалом | Допрацездатний вік | Працездатний вік | Постпрацездатний вік |
| -------- | ------- | ------------------ | ---------------- | -------------------- |
| Чоловіки | 51      | 12                 | 26               | 13                   |
| Жінки    | 47      | 7                  | 23               | 17                   |
| Разом    | 98      | 19                 | 49               | 30                   |